# Monok
Monok – wieś i gmina w północno-wschodniej części Węgier, w pobliżu miasta Szerencs.
Administracyjnie gmina należy do powiatu (węg. kistérség) Szerencs, wchodzącego w skład komitatu Borsod-Abaúj-Zemplén i jest jedną z 18 gmin tegoż powiatu.
Z Monoku pochodzą węgierski bohater narodowy i przywódca rewolucji 1848 roku – Lajos Kossuth oraz ostatni premier Węgierskiej Republiki Ludowej Miklós Németh.